# Armigeres balteatus
Armigeres balteatus är en tvåvingeart som beskrevs av James David Macdonald 1960. Armigeres balteatus ingår i släktet Armigeres och familjen stickmyggor. Inga underarter finns listade i Catalogue of Life.